# موریس لارتیگ
موریس لارتیگ (فرانسوی: Maurice Lartigue‎؛ زادهٔ ۷ نوامبر ۱۸۷۷) دوچرخه‌سوار اهل فرانسه است. او در مسابقات دوچرخه سواری تور دو فرانسه سال ۱۹۱۲ در جایگاه آخر قرار گرفت. قرار گرفتن در جایگاه آخر در مسابقات دوچرخه سواری یک اصطلاح مخصوص فرانسوی با عنوان لنترن روژ است. 